# 克里米亚无轨电车

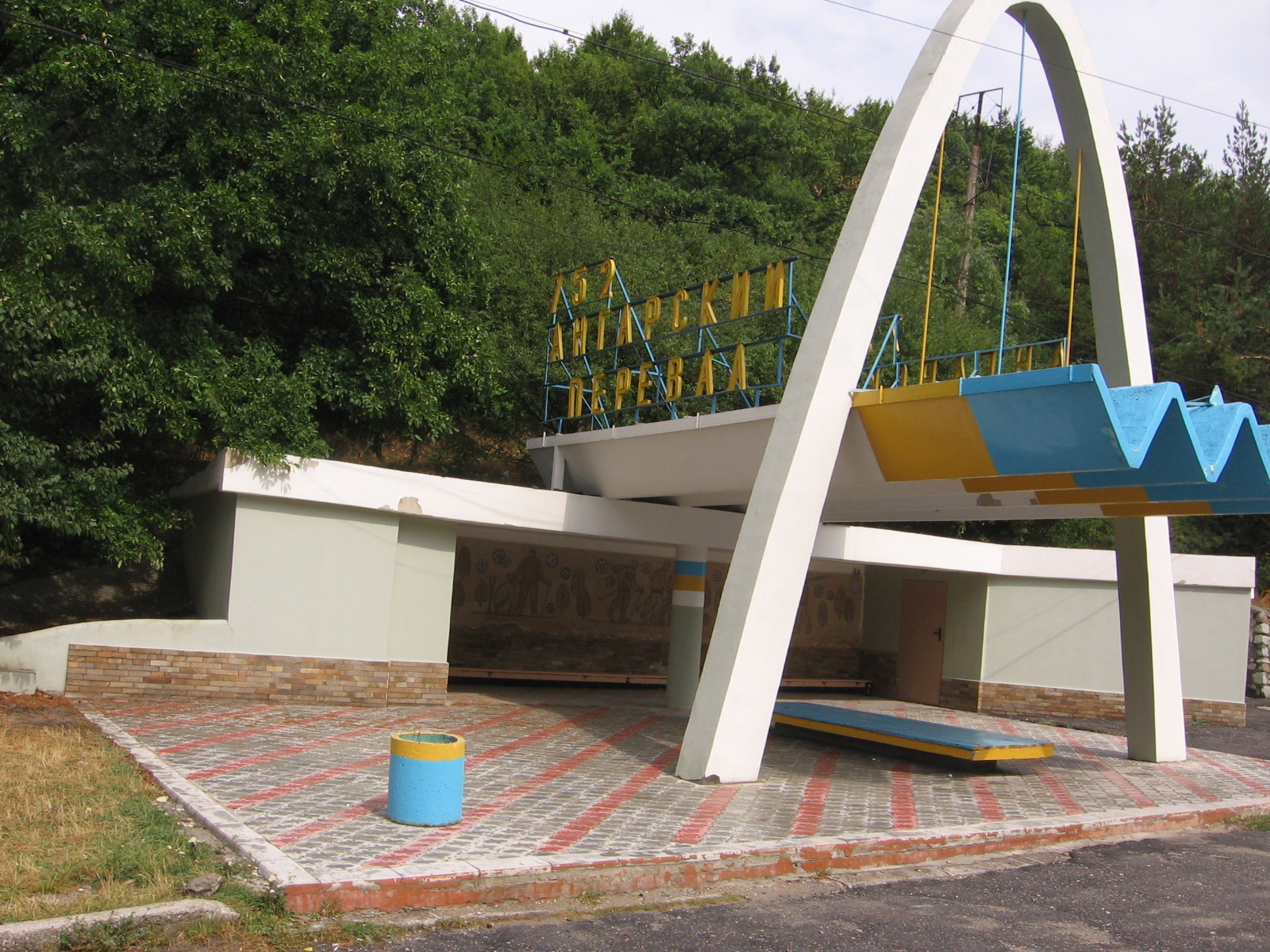
安加尔斯基山口（海拔752米）的无轨电车候车亭

克里米亚无轨电车线（俄语：Крымский троллейбус）是世界上最长的无轨电车线路。它长达86（53英里），行走于克里米亚首府辛菲罗波尔和黑海沿岸城市雅尔塔之间。
该条线路由公共交通公司克里米亚无线电车（Krymtrolleybus）管理，它于1959年建造于乌克兰苏维埃社会主义共和国作为将辛菲罗波尔铁路线延伸到山脉和海岸的替代方案。  它分为两部分：1959年建造的的辛菲罗波尔-阿卢什塔段和1961年建造的的阿卢什塔-雅尔塔段。到阿卢什塔的旅程大约是1+1⁄2小时，到雅尔塔大约需要2+1⁄2小时，票价大约是15乌克兰格里夫纳（自2014年3月以来改为58俄羅斯盧布）。
它跨越克里米亚山脉穿过安加尔斯基山口，最高点达到752（2,500英尺），然后下降到海岸度假小镇阿卢什塔。到雅尔塔的剩余距离是41（25英里），该线路绕着海面山脉蜿蜒向前。
克里米亚无轨电车系统一直使用的车辆是斯柯达9Tr和斯柯达14Tr，自2010年被波格丹T601和T701所替换。